# Spånskiva

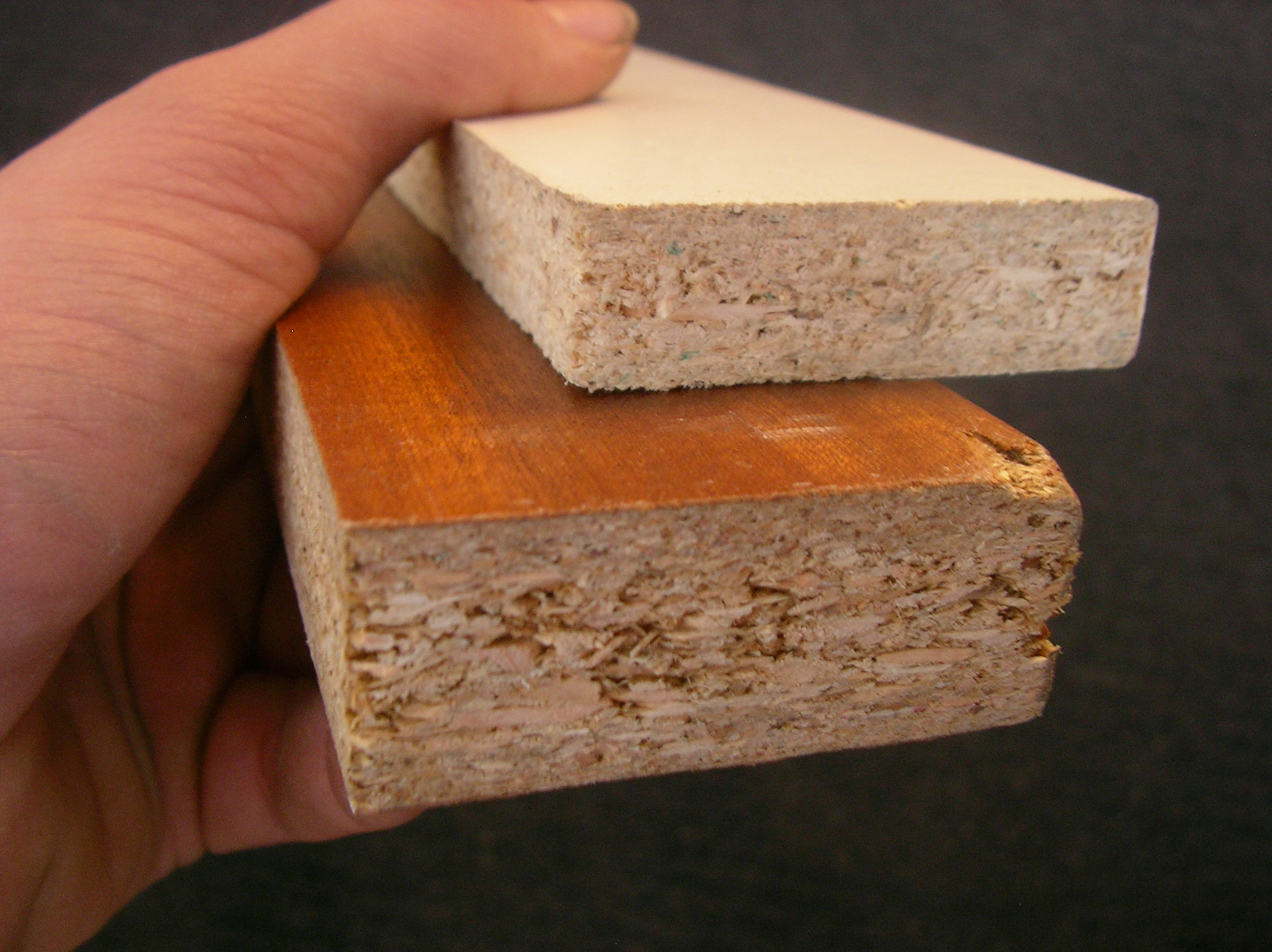
Fanerklädd spånskiva.

Spånskiva kallas skivor som skapas genom att kutterspån blandas med lim och pressas till skivor. Spånskivan är tätare, billigare och mer likformig än vanligt trä eller plywood.